# شارنبک (زامتگمایند)
شارنبک (به آلمانی: Samtgemeinde Scharnebeck) یک منطقهٔ مسکونی در آلمان است که در لونبورگ واقع شده‌است. شارنبک ۳٬۲۰۶ نفر جمعیت دارد.